# 湖坑镇
湖坑镇是中国福建省龙岩市永定区下辖的一个镇。

## 行政区划
湖坑镇共辖16个行政村，分别是：
湖坑村、西片村、新街村、五黄村、六联村、洪坑村、楼下村、吴屋村、奥杳村、山下村、洋多村、新南村、南中村、南江村、实佳村和吴银村。

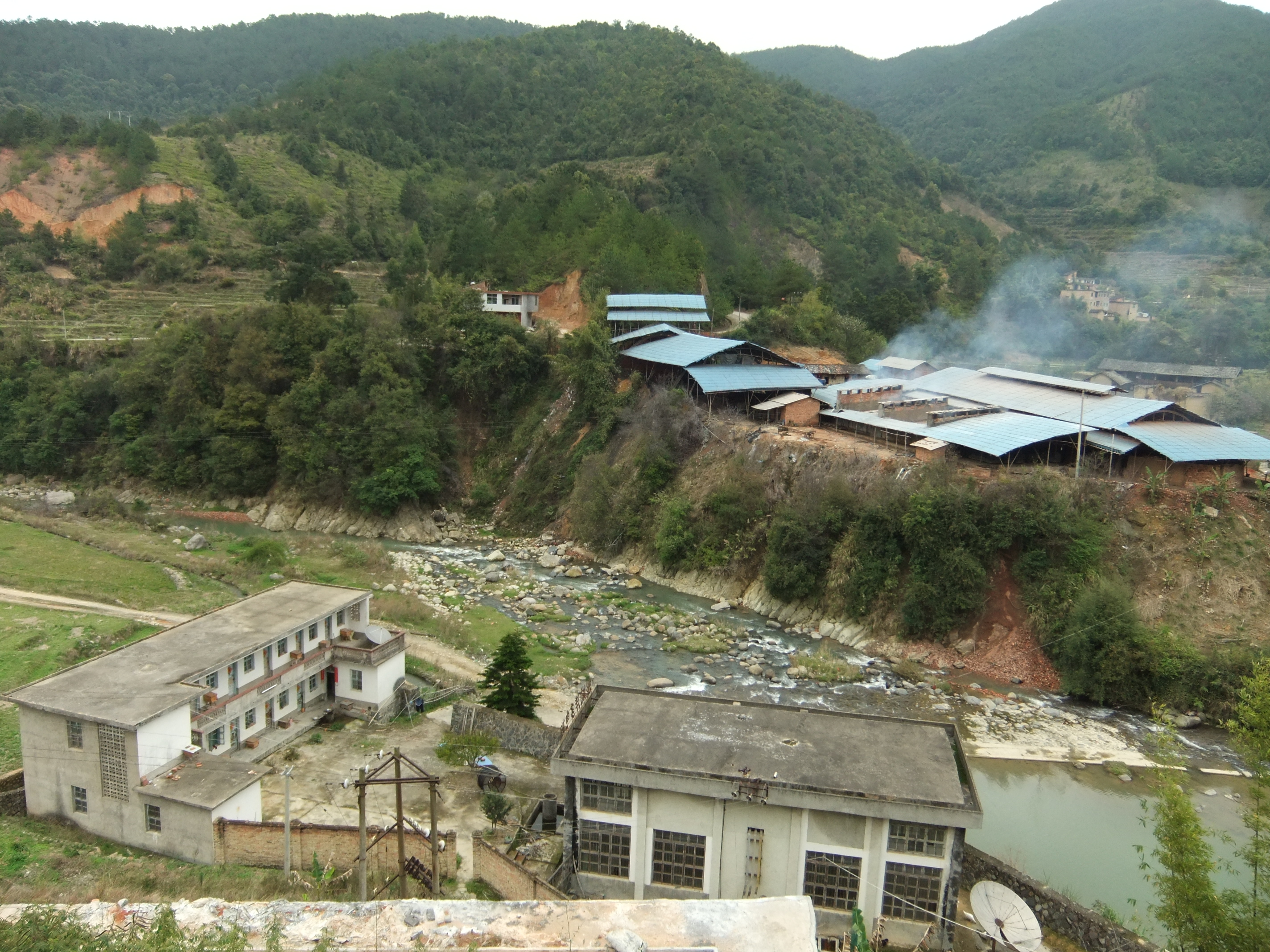
洋多村之湖坑洋多电站
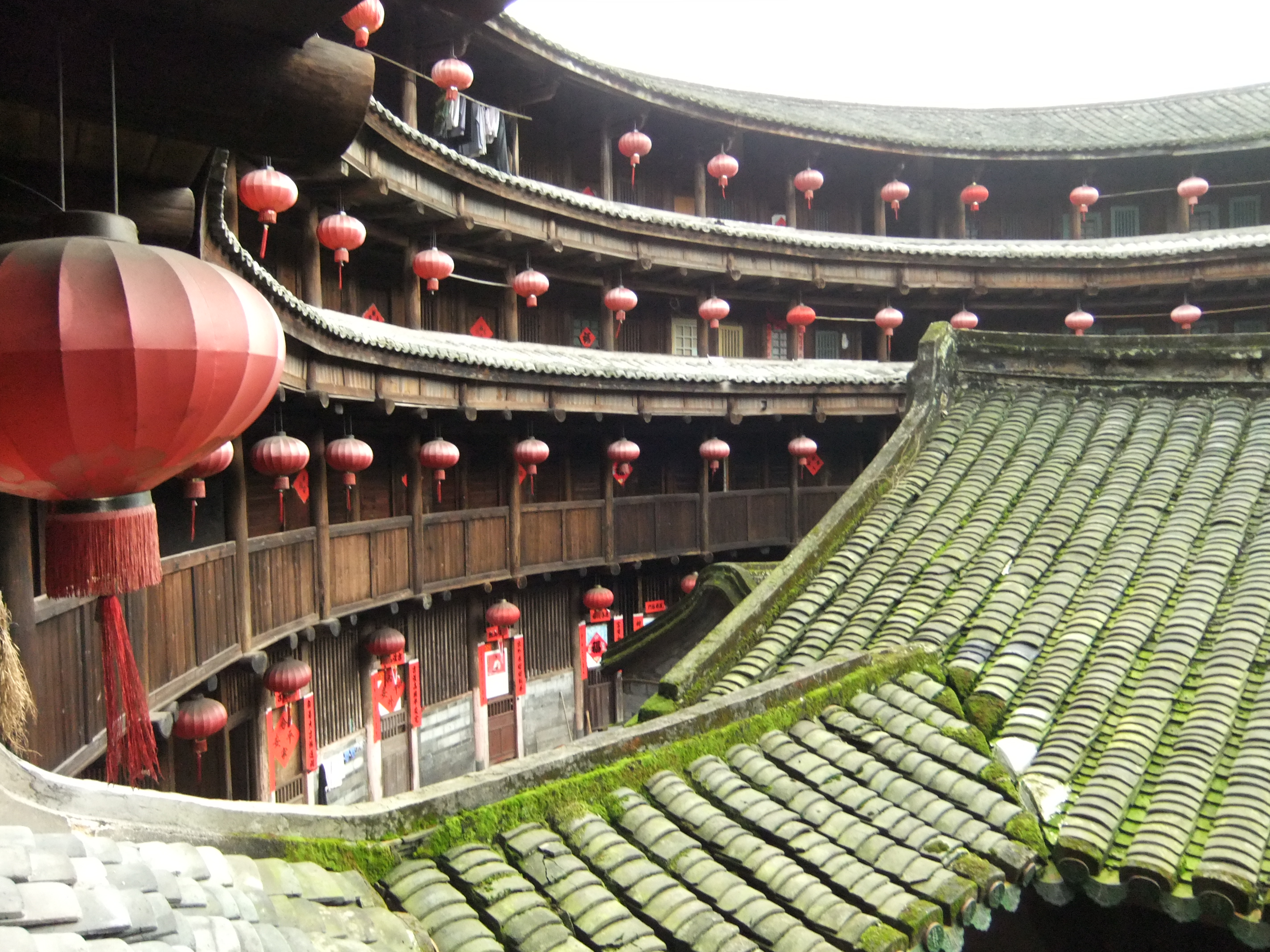
在新南村之衍巷楼里面
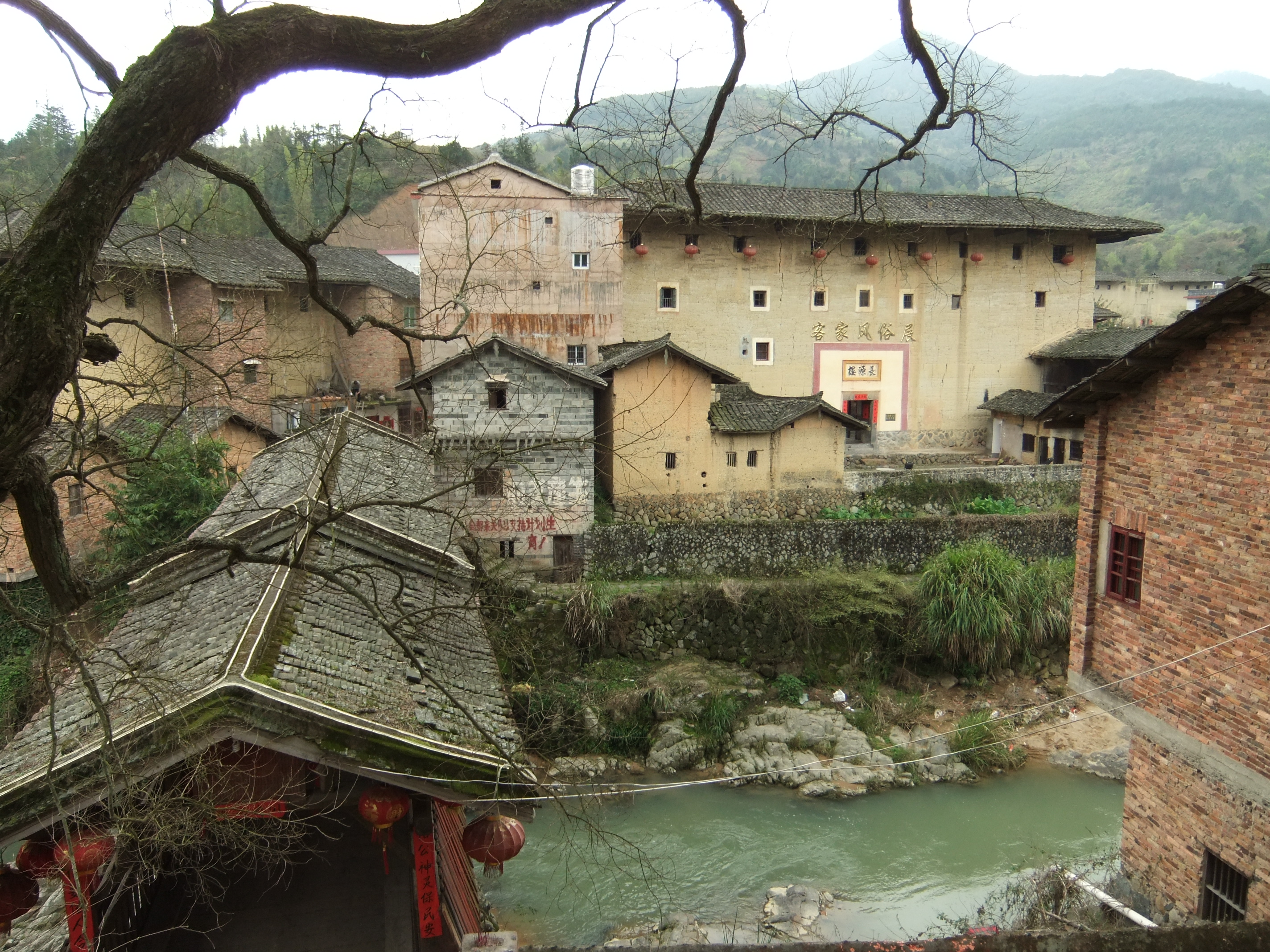
新南村之长源楼
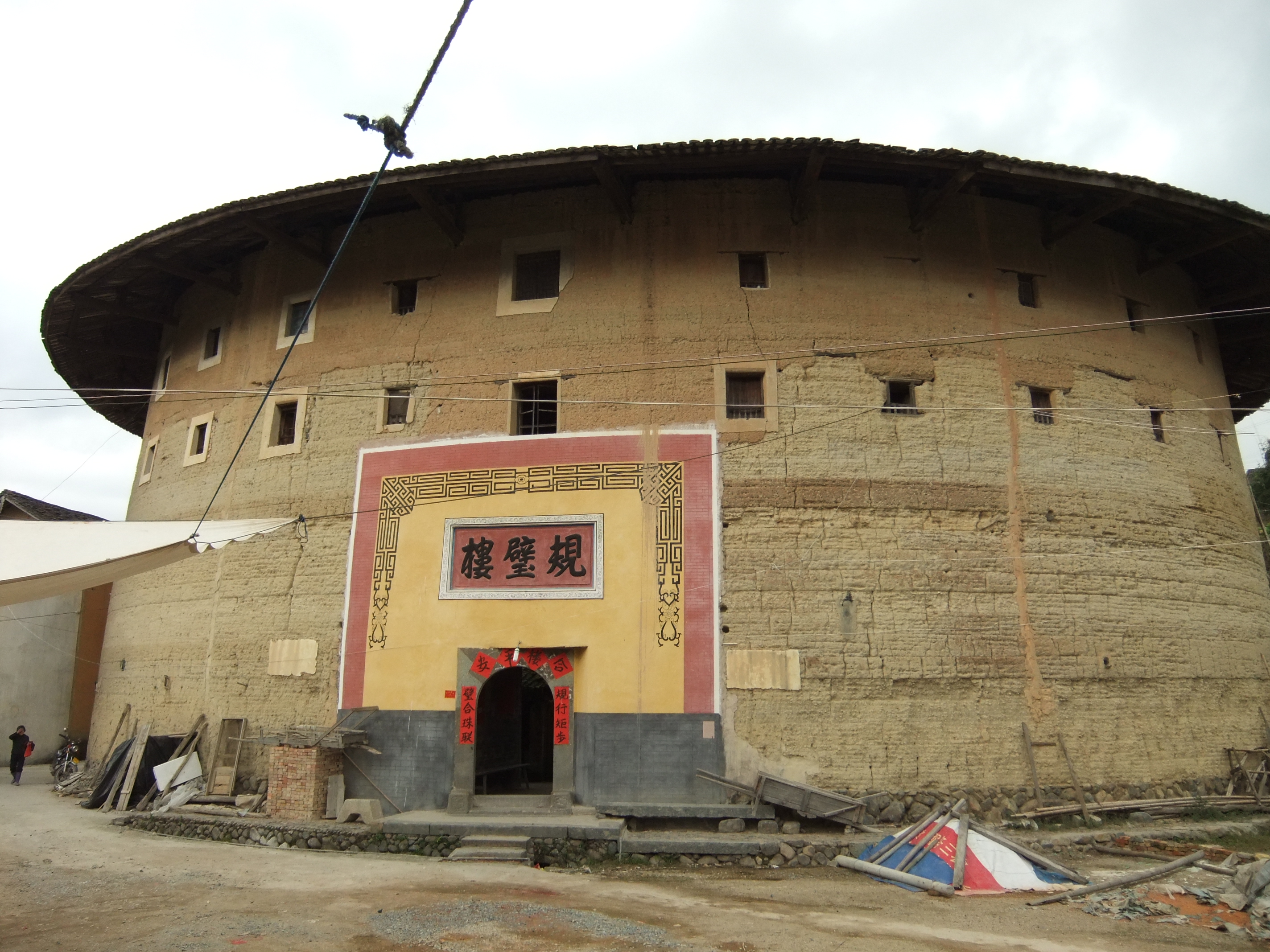
新南村（南溪虚）之规璧楼
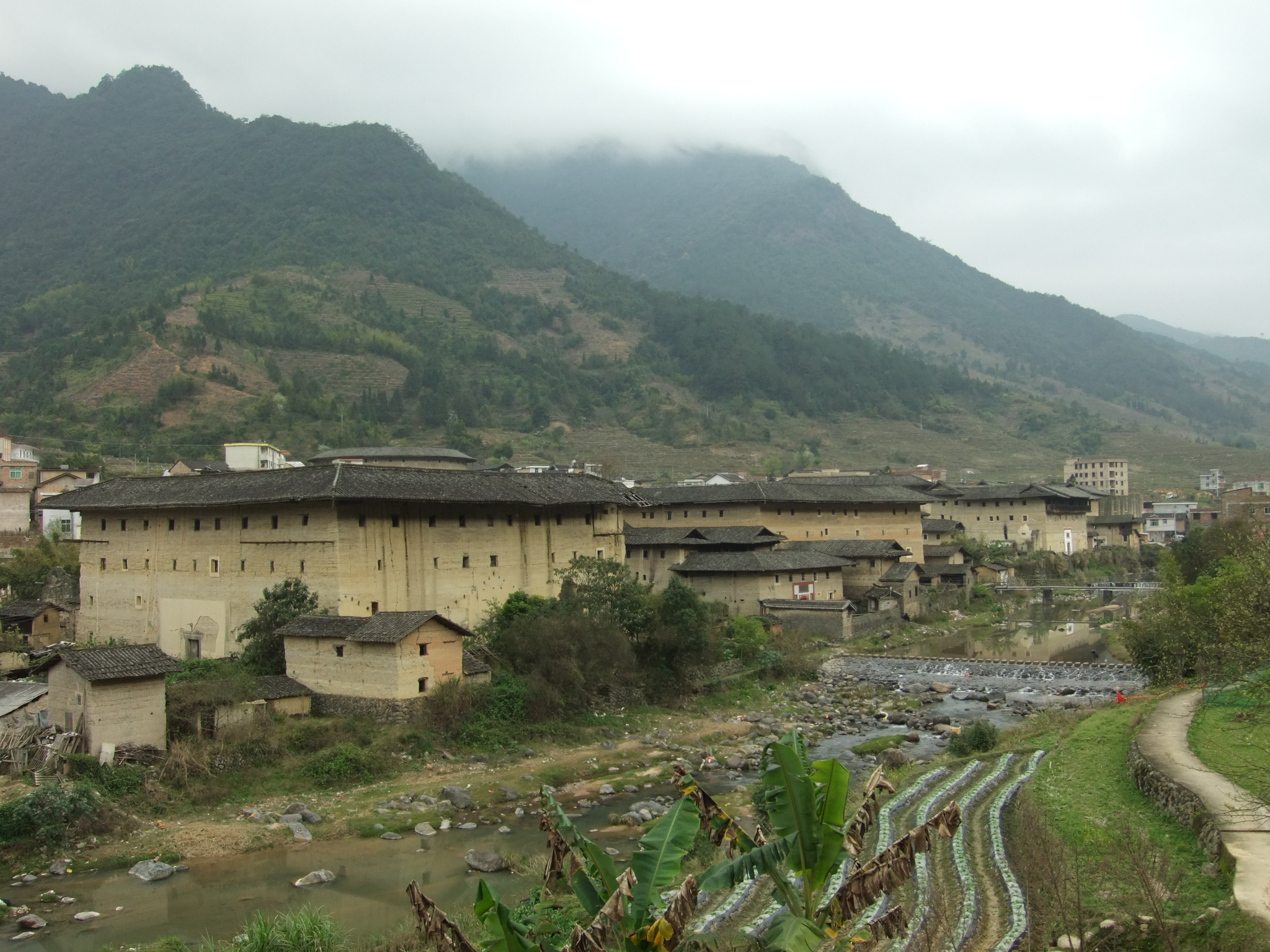
南中村

## 中国传统村落
2012年，洪坑村被评为首批“中国传统村落”。